# Bernd Olbricht
Bernd Olbricht (ur. 17 października 1956 w Gnoien) – niemiecki kajakarz. Wielokrotny medalista olimpijski.
Reprezentował Niemiecką Republiką Demokratyczną. W igrzyskach brał udział dwukrotnie (O 76. IO 80), na obu olimpiadach zdobywając medale. W 1976 w kajakowych dwójkach wywalczył medal zarówno na dystansie 500, jak i 1000 metrów. Triumfował na 500 metrów, był drugi na dwukrotnie dłuższym dystansie. Partnerował mu Joachim Mattern. Cztery lata później sięgnął po złoto w czwórkach i brąz w dwójkach. Sześć razy stawał na podium mistrzostw świata, cztery razy sięgając po złoto (K-2 500 m: 1977, 1978; K-4 1000 m: 1978, 1979), i dwa po srebro (K-2 500 m: 1979, K-2 1000 m: 1977).